# 太極亭
太極亭位於重慶市奉節縣白帝城鎮興家村一組，文物遺址年代為清代，2009年12月15日列為第二批重慶市文物保護單位。